# Anne McClain
Pour les articles homonymes, voir McClain.
Anne McClain, née le 7 juin 1979 à Spokane dans l'État de Washington, est une astronaute américaine. Après une formation en ingénierie mécanique, aéronautique et aérospatiale, elle devient pilote d'hélicoptère dans l'United States Army. Elle sert 15 mois dans le cadre de l'opération Liberté irakienne, puis devient instructrice. Elle est ensuite pilote d'essai avant d'être sélectionnée par la NASA en tant que membre du groupe d'astronautes 21 en 2013.
Elle complète son entraînement d'astronaute candidat en 2015, puis s'envole le 3 décembre 2018 à bord de Soyouz MS-11 depuis le cosmodrome de Baïkonour au Kazakhstan pour sa première mission à bord de la Station spatiale internationale (ISS). Elle rentre sur Terre le 24 juin 2019 à bord du même vaisseau. Elle commande ensuite la mission SpaceX Crew-10 lancée le 14 mars 2025 pour une seconde mission de longue durée à bord de l'ISS, qui se conclue le 9 août 2025 avec un amerrissage dans l'océan Pacifique.

## Formation
Anne McClain est native de Spokane dans l'État de Washington. Elle est diplômée de la Gonzaga Preparatory School (en) en 1997 puis obtient un Bachelor en science dans l'ingénierie mécanique et aéronautique à l'Académie militaire de West Point dans l'État de New York en 2002. Décrochant une bourse Marshall, elle obtient un Master en science en ingénierie aérospatiale de l'université de Bath au Royaume-Uni en 2004, ayant étudié les instabilités aérodynamiques et la visualisation de l'écoulement sur les ailes delta, ses recherches sont ensuite publiées via l'American Institute of Aeronautics and Astronautics (AIAA). Elle obtient également un Master en science des relations internationales à l'Université de Bristol en 2005, après avoir étudié les enjeux sécuritaires des pays en développement.

## Débuts professionnels
Elle devient pilote de l'hélicoptère de reconnaissance et d'attaque OH-58 Kiowa, puis commence sa carrière opérationnelle au Wheeler Army Airfield à Hawaï en tant que chef de peloton du trafic aérien, puis de la maintenance de l'aviation et enfin commandante de détachement. Elle sert ensuite 15 mois dans le cadre de l'opération Liberté irakienne, volant plus de 800 heures au cours de 216 missions de combat en tant que pilote commandant de bord et commandante de mission. Elle complète ensuite l'entraînement pour devenir capitaine d'aviation et est assigné à Fort Rucker en Alabama en tant qu'officier des opérations du bataillon et instructrice de vol sur OH-58 Kiowa. En mai 2010 elle est assignée en tant que responsable de la formation initiale des nouvelles recrues, de l'entraînement des instructeurs de vols et de la maintenance du OH-58 Kiowa pour les pilotes d'essai. En 2011 elle complète sa formation au Command and General Staff College au Kansas puis sa qualification de pilote de C-12 Huron en 2012. Elle est ensuite diplômée de l'U.S. Naval Test Pilot School en juin 2013.
Au cours de sa carrière à l'United States Army, elle cumule plus de 2 000 heures de vols sur 20 aéronefs différents. Elle est pilote qualifiée et instructrice de vol sur le OH-58 Kiowa et pilote qualifiée sur le C-12 Huron, l'UH-60 Blackhawk et l'UH-72 Lakota.

## Astronaute
En juin 2013, elle est sélectionnée en tant qu'un des 8 membres du groupe d'astronautes 21 de la NASA. Lors de sa formation, elle apprend le fonctionnement des systèmes de la station spatiale internationale, le pilotage d'avions T-38 Talon et la manipulation du bras robotique Canadarm 2. Elle est également formée aux sorties extravéhiculaires (EVA) et apprend le russe et la survie en milieu sauvage et en haute mer. Elle complète son entraînement en juillet 2015. Le 9 décembre 2020, elle est nommée en tant qu'une des 18 membres de l'Artemis Team, la rendant éligible à une mission du programme Artemis à destination de la Lune.

### Expéditions 58/59

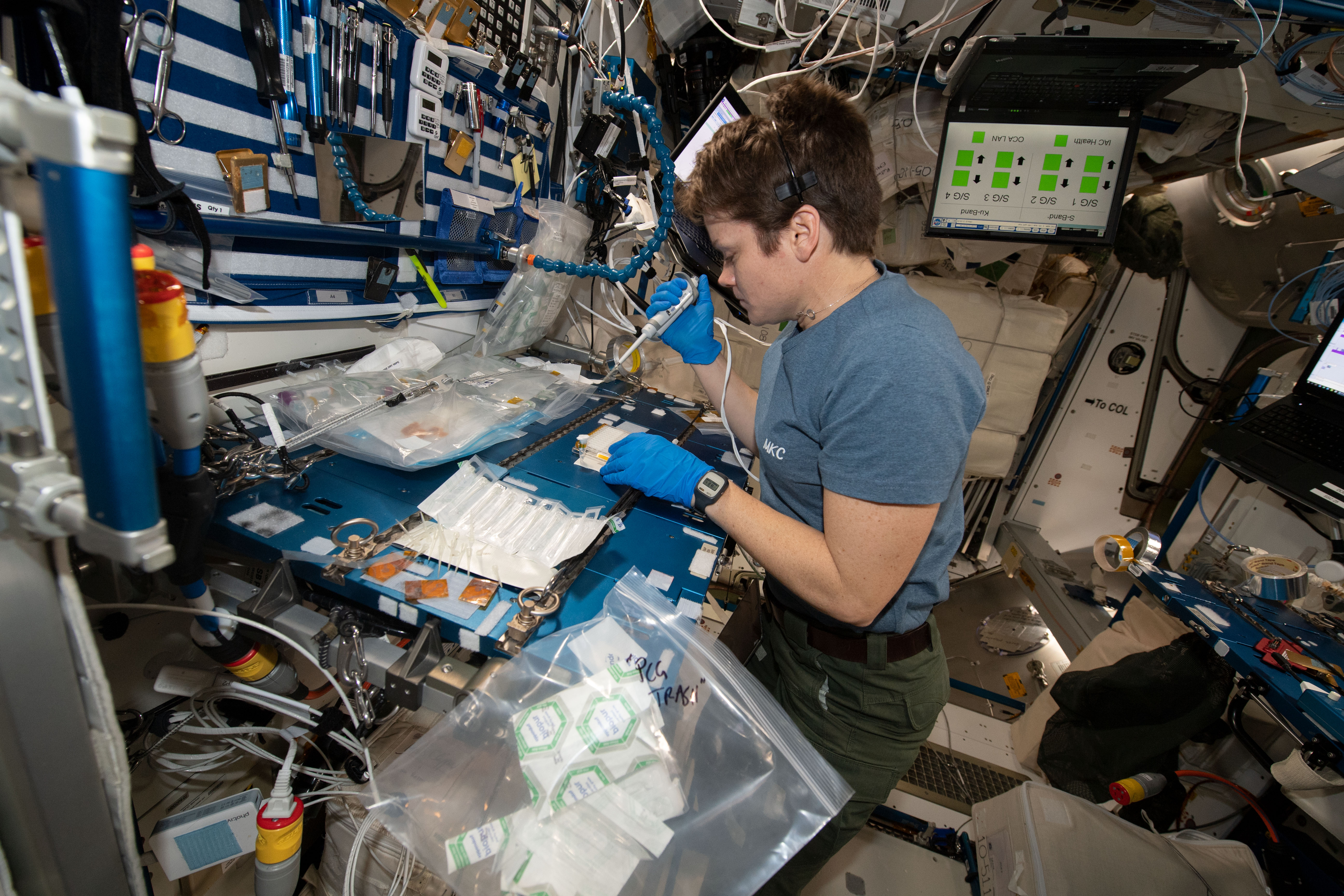
Anne McClain travaillant à bord du module Harmony sur une expérience explorant des thérapies contre la maladie de Parkinson.

Elle s'envole à bord de Soyouz MS-11 le 3 décembre 2018 depuis le cosmodrome de Baïkonour au Kazakhstan avec l'astronaute de la CSA David Saint-Jacques et le cosmonaute russe Oleg Kononenko pour une mission de longue durée à bord de la station spatiale internationale. Au cours de sa mission, l'équipage de la station réalise des centaines d'expériences en biologie, biotechnologie, science de la Terre et physique. Sa mission connaît également des points forts scientifiques tels que des recherches sur de petits appareils reproduisant la structure et la fonction d'organes humains, la première modification d'ADN dans l'espace et le recyclage de matériaux obtenu à l'aide d'une imprimante 3D. 

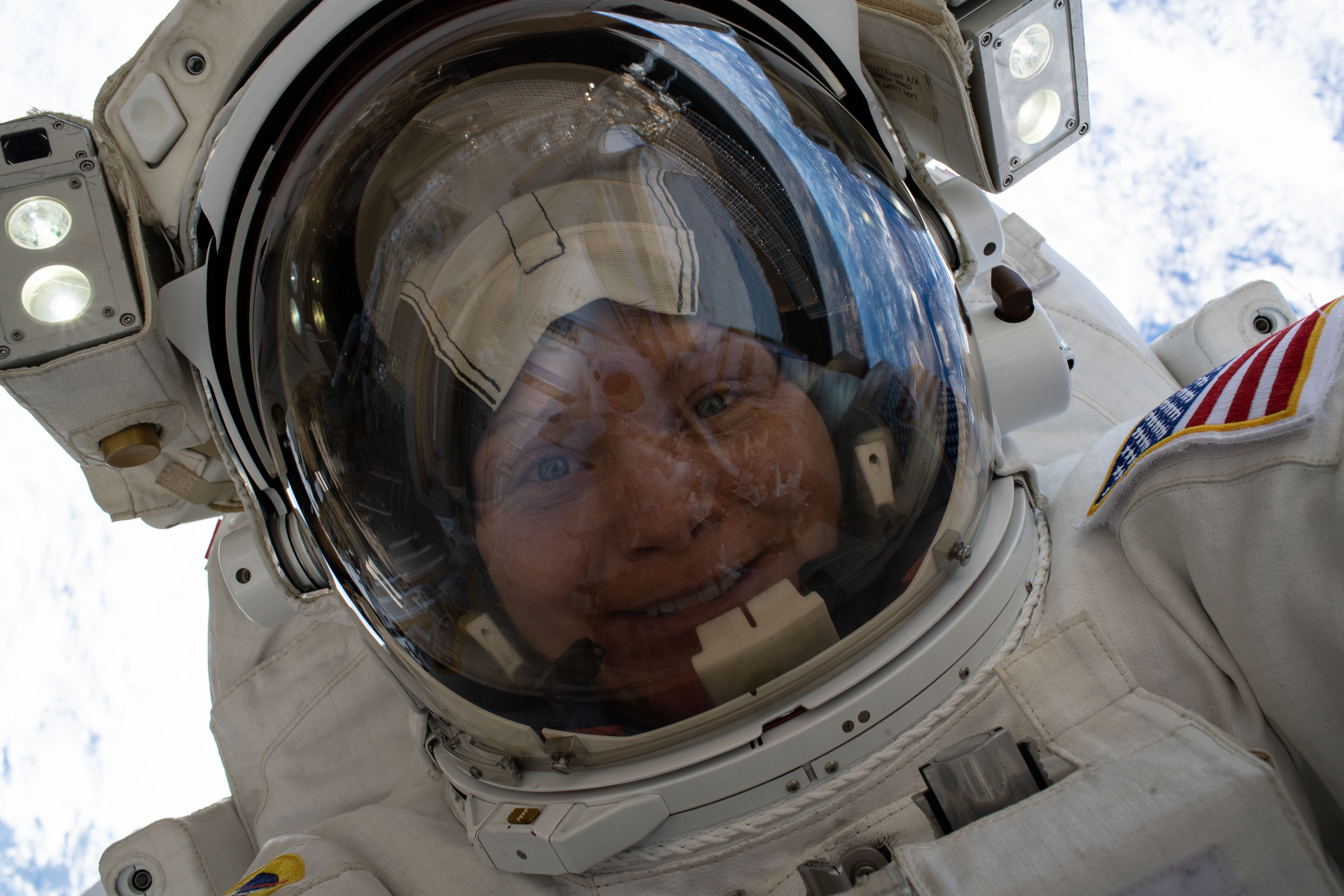
Un selfie spatial d'Anne McClain au cours de sa première sortie extravéhiculaire.

Au cours de cette mission, elle participe à deux sorties extravéhiculaires (EVA) à l'extérieur de la station. La première a lieu le 22 mars 2019 avec Nick Hague et dure 6 heures 39 minutes, les deux astronautes remplacent d'anciennes batteries nickel-hydrogène par de nouvelles batteries lithium-ion. La seconde a lieu le 8 avril 2019 avec le canadien David Saint-Jacques et dure 6 heures 29 minutes. Ils placent des câbles entre le module Unity et le segment S0 de la poutre de la station spatiale internationale afin de faciliter le déplacement des astronautes lors de futures EVA. Ils installent également des équipements pour améliorer le système de communication sans-fil de la station.
Après avoir participé aux expéditions 58 et 59, elle rentre sur Terre le 24 juin 2019 à bord de Soyouz MS-11, après 203 jours passés dans l'espace.

### Expéditions 72/73
Le 9 mars 2021 elle est nommée doublure de son collègue Mark Vande Hei pour la mission Soyouz MS-18 jusqu'à son décollage le 9 avril suivant. Le 1er août 2024 la NASA annonce qu'elle commandera la mission SpaceX Crew-10 alors prévu pour partir en février 2025. Le 11 février 2025 la NASA annonce avancer de deux semaines le lancement alors prévu pour fin mars, ainsi que le changement du véhicule Crew Dragon utilisé pour la mission. Il est initialement prévu d'utiliser une nouvelle capsule alors en construction par SpaceX, mais le retard pris conduit finalement à l'utilisation du vaisseau Endurance, dont cela constituera la quatrième mission vers l'ISS. Elle décolle le 14 mars 2025 et participe aux expéditions 72 et 73.

## Carrière sportive
Elle commence à jouer au rugby en 1997, et participe de 2002 à 2004 au Women's Premiership (en) au Royaume-Uni. Elle rejoint l'équipe féminine de rugby américaine en 2003 et remporte son premier match international à la Churchill Cup en 2004. Elle recommence à jouer au rugby en 2009 au retour de son déploiement en Irak, au sein de l'équipe des Atlanta Harlequins puis devient capitaine des USA South de 2010 à 2011. Elle est entraîneuse de cette même équipe en 2012.
En 2013 elle reçoit un appel de Peter Steinberg (en) pour participer à la coupe du monde de rugby de 2014, mais elle est sélectionnée par la NASA pour rejoindre le groupe 21 d'astronautes 4 jours plus tard et choisit de renoncer.

## Vie privée
Elle apprécie la musculation, le golf, le rugby, le vélo, la course à pied et le crossfit. Elle épouse en 2014 Summer Worden, une ancienne officier du renseignement de l'United States Air Force. Elles divorcent en 2018.
En 2019, Worden accuse McClain d'avoir usurpé son identité en accédant à son compte en banque depuis un ordinateur à bord de la Station spatiale internationale durant sa mission. C'est la première fois qu'un supposé délit commis dans l'espace est investigué. McClain est finalement innocentée et Worden accusée de déclarations mensongères.
L'affaire fait d'elle la première astronaute active dont le lesbianisme (et l'homosexualité en général) est publiquement révélée, l'orientation sexuelle de Sally Ride n'ayant été connue qu'après sa mort en 2012.

## Distinctions
Elle reçut plusieurs prix au cours de sa carrière dont :
- Bronze Star Medal
- Air Medal with Valor
- 2 Air Medal
- 2 Army Commendation Medal
- 2 Army Achievement Medal
- Iraqi Campaign Medal avec deux étoiles
- Global War on Terrorism Service Medal
- 3 Overseas Service Ribbon
- Combat Action Badge
- Senior Aviator Badge
- Air Assault Badge
- Distinguished Honor Graduate of the Army’s Command and General Staff College (2011)
- Distinguished Honor Graduate de l'Army’s Captains Career Course (2009)
- Distinguished Honor Graduate de l'Army’s Initial Entry Rotary Wing School (2006)
- Dennis Hart Mahan Memorial Award for excellence in Aeronautical Engineering (2002)